# آلف اسونسن
آلف اسونسن (انگلیسی: Alf Svensén؛ ۲۸ ژوئیه ۱۸۹۳ – ۱۷ دسامبر ۱۹۳۵) ژیمناست هنری اهل سوئد بود.
وی در مسابقات کشوری و بین‌المللی در مجموع برندهٔ ۱ مدال طلا شده‌است.